# Mikhaïl Minine
Mikhaïl Petrovitch Minine (en russe : Михаил Петрович Минин) (29 juillet 1922 – 10 janvier 2008) est un soldat soviétique, qui fut le premier à entrer dans le Palais du Reichstag le 30 avril 1945 lors de la Bataille de Berlin et le premier à hisser le drapeau rouge sur son toit à 22h40.

## Biographie
Mikhaïl Minie est né dans le village de Vanino en 1922. En juin 1941, il est volontaire pour rejoindre l'Armée rouge et combattre l'Allemagne nazie. Il participe aux batailles de libération de la ville de Leningrad assiégée et participe au front, de Leningrad à Berlin.

## La bataille de Berlin
Le dirigeant de l'URSS Joseph Staline exige que ses troupes hissent les couleurs soviétiques au sommet du Reichstag avant le 1er mai 1945. Les supérieurs de Minine disent aux soldats que n'importe quelle pièce de tissu rouge hissé sur le bâtiment symboliserait la victoire de la bataille.
Minine déclare dans une interview dans un documentaire allemand, La Guerre du siècle, que quand le bâtiment dut être pris d'assaut, le moral des forces soviétiques était au plus bas. Ils savent alors que le bâtiment ne pouvait être pris qu'à pied et qu'il était toujours lourdement défendu. Les officiers décident de lancer une attaque de nuit : il est donné à Minine la charge de la section.
“Personne ne cherchait vraiment à mourir cette nuit là puisque la guerre était presque gagnée. Même une promesse de nos officiers que ceux qui captureraient le bâtiment recevrait la plus haute décoration du pays de Héros de l'Union soviétique ne décida que quatre volontaires. Sauf ma petite section”.
Avançant vers le Reichstag, ils sont reçus par un feu nourri. Esquivant et se faufilant vers les portes du bâtiment, ils les trouvent murées. Minine rapporte qu'un de ses hommes se souvenait avoir vu un arbre au sol dans le voisinage puis y retournent prenant l'arbre chu pour s'en servir comme bélier. À leur entrée, ils sont accueillis par un feu sporadique de soldats allemands. Ils répondent avec leurs mitraillettes, montent les escaliers et atteignent le toit.
“Mais nous n'avions pas de drapeau sur nous. À la place, nous trouvons une perche et un chiffon rouge et l'avons fixé sur une statue endommagé de Victoria au sommet du bâtiment. J'étais euphorique. J'avais mon devoir de simple soldat.”
Minine est reconnu pour ce fait d'armes mais n'est pas véritablement récompensé. Comme il n'y a pas eu de photos du drapeau flottant sur le toit sur les 22 heures, d'autres photos sont prises à d'autres occasions parmi lesquelles celle qui devint la plus célèbre de toutes.
Ses détails sont recueillis dans un documentaire allemand de 2004, la Guerre du Siècle. Le documentaire montre Minine visitant le Reichstag et rencontrant un soldat allemand qui défendait le Reichstag cette nuit.

## Reconnaissance
Quand la guerre prend fin, Minine continue son service. En 1959, il est diplômé de l'Académie militaire et rejoint des corps de troupes stratégiques. Minine part à Pskov en 1977 et décide de rester dans cette ville à sa retraite. À cause des intrigues politiques orchestrées par Staline, Minine doit attendre un demi-siècle pour être reconnu, remercié officiellement par le président russe Boris Eltsine le 50e anniversaire de la fin de la guerre.
Mikhaïl Minine décède le 10 janvier 2008 et est enterré dans sa ville de Pskov le 12 janvier.

## Distinctions
- ordre du Drapeau rouge
- ordre de la Guerre patriotique de 1er et 2e classe
- ordre de l'Étoile rouge
- médaille pour la victoire sur l'Allemagne